# Tomislav Pajović
Tomislav Pajović (in serbo Томислав Пајовић?; Užice, 15 marzo 1986) è un ex calciatore serbo, di ruolo difensore.

## Carriera

### Club
Ha giocato nella massima serie dei campionati serbo, moldavo, israeliano, ungherese, montenegrino ed uzbeko.